# 公平使用原則
公平使用原則是指互聯網服務提供商會透過減慢其網速以對數據用量超出指定上限的客戶施加限制。香港電訊管理局現已對公平使用原則作出管則。